# Carex glareosa
Carex glareosa là một loài thực vật có hoa trong họ Cói. Loài này được Schkuhr ex Wahlenb. mô tả khoa học đầu tiên năm 1803.